# Yingui
Yingui est une commune du Cameroun située dans la région du Littoral et du département du Nkam. L'accès à cette ville est rendu difficile par le très mauvais état des routes. En saison des pluies, il est presque impossible de s'y rendre.

## Géographie
Le village de Yingui Centre est situé sur la route P16 à 60 km à l'est du chef-lieu départemental Yabassi.
La ville a un relief typique : un grand plateau coupé au milieu par une vallée aux versants assez larges et s'étendant sur plus d'un kilomètre chacun, entourée de petites montagnes basses couvertes de forêts très denses. Le développement de la ville avec le lycée excentré agrandit le plateau du centre-ville.
| Nkondjock | Nord-Makombé | Ndikiniméki |
| Yabassi   | Yingui       | Ngambe      |
|           | Édéa 2e      |             |

## Histoire
Créée en 1970, la commune de Yingui est par la suite rattachée à Yabassi, puis restaurée en 1997, mais l’ancien village existe depuis bien des siècles et a été peu touché par la colonisation notamment grâce à leurs difficultés d’accessibilité. 
Le peuple y vivant aura tout de même connu de nombreux conflits tribaux contre leurs voisins Bassa (peuple).

## Population
Composée des quatre groupements : Ndik-Biakat, Ndik-Touna, Ndik-Nanga et Ndik-Banol, l'ethnie majoritaire est constituée par les banen. Ainsi, le principal dialecte parlé est le banen (ou tunen. Mais on y trouve aussi le yabassi, plus précisément à travers le dialecte nyamtan parlé dans les villages yabassi de cette ville (Dibim, Diwakissa, Tchenje, Mandong, Ndok-Matchang, Ndib-Ngang, Nouyè, etc) et aussi le bandem (ou ndemli) parlé par le peuple Bandem.
En 1989, la population du village est estimée à 5 000 personnes, mais il faut aussi compter les 8 000 personnes vivant dans la forêt aux alentours, soit 13 000 personnes au total (source : les chefs du village : le Préfet, le Commandant de Brigade, le maire et les Notables).
Lors du recensement de 2005, la commune comptait 2 304 habitants, dont 1 525 pour Yingui Ville.

### Personnalités
- Samuel Mbappé Léppé est né là-bas.
- Jean-Calvin Youtou-Bothé en est originaire.

## Chefferies traditionnelles
L'arrondissement de Yingui compte deux chefferies traditionnelles de 2e degré :
- 443 : Canton Yingui (Indikbanol)
- 444 : Canton Ndokbiakat (Indikbiakat)

Outre les chefferies de 2e degré, la commune compte trois autres cantons, dont deux sont habités.
- Canton Indiknana ou lognanga
- Canton Ndem
- Canton Ndoktouna, le village de Ndoktouna est regroupé à Maninga-Makombé

## Villages
L'arrondissement de Yingui est composé de 14 villages (environ 50 à 150 personnes) tels que :
- Canton Ndikbanol : Kak, Maninga-Makombé, Mossé, Ndokanyack, Ndokhende, Ndockmem Nord, Ndokmem Sud (ou bien 1 et 2, selon que l'on préfère l'ancienne appellation ou la nouvelle, Yingui 2, Yingui Centre.
- Canton Ndem : Ndem
- Candon Ndickbiakat : Eboh, Iboti, Logndeng
- Canton Ndicknanga : Lognanga

- Bakong (Yingui)
- Bakossi (Yingui)
- Batin (Yingui)
- Diwakisa (Yingui)
- Békop
- Dibim (Yingui)
- Hông-Binong
- Iboti
- Logndeng
- Lognanga
- Mandong (Yingui)
- Maninga-Makombè
- Mossé (Yingui)
- Ndokanyack ou NdokNyack
- Ndockhendè
- Ndem I
- Ndem II
- Ndok-Matchang (Yingui)
- Ndogminokon
- Ndocktouna
- Ndog-ngong
- Nouye (Yingui)
- Tchenje (Yingui)
- Tchenje II (Yingui)

## Économie
L'agriculture est la principale activité économique, la population produit les cultures vivrières (manioc, banane plantain, arachide) et les cultures de rentes comme le cacao et le palmier à huile.

## Santé
La ville de Yingui est dotée d'un Centre Médical d'Arrondissement qui compte plusieurs médecins et quelques personnels para médicaux et où sont effectués les soins médicaux de base, disposant des médicaments essentiels malgré un plateau technique récemment amélioré.Le CMA dispose d'un counter pour les numérations formule sanguine, un spectrophotomètre pour les examens de biochimie et un appareil d'échographie.

## Personnalites
Marie Solange Ndom, première femme directeur de l’hôpital Laquintinie de Douala le 31 décembre 2024.